# ホスファゼン
ホスファゼン（英: Phosphazenes）は、リン原子と窒素原子が交互に結合した無機化合物の総称で、鎖式または環式化合物の形状を採る。環状ホスファゼン（環式ホスファゼン）は無機ベンゼンの異名を持つ。芳香を持つが人体には有害である。

## 歴史
1834年にユストゥス・フォン・リービッヒが五塩化リンと塩化アンモニウムから合成したヘキサクロロシクロトリホスファゼン (NPCl2)3 は、のちに環式化合物であることが証明された。ホスファゼンについては19世紀より研究が進められ、ハリー・R・オールコックやLudwig Audrieth、梶原鳴雪らが総説を著している。

## 環状ホスファゼン

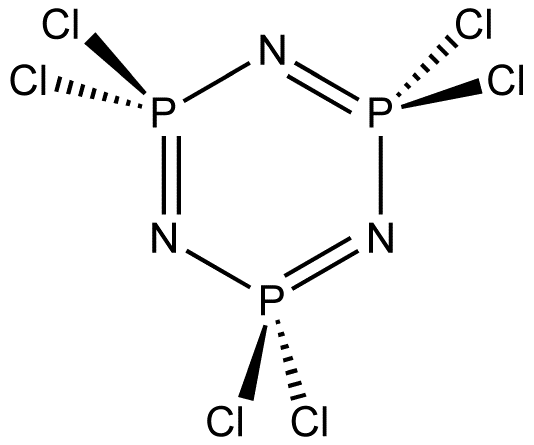
ヘキサクロロシクロトリホスファゼンの構造

一般に (NPX2)3 と表され、Xの部分にハロゲン原子のフッ素、塩素、臭素、擬ハロゲンのN3、SCN、CN、OCNが結合しているものが知られている。なかでも塩素を含む環状ホスファゼンの研究が最も進んでおり、塩素と臭素あるいはフッ素を混合した環状ホスファゼンも合成されている。なお、ハロゲンでありながらヨウ素を含む環状ホスファゼンの合成は報告されていないが、これは構造的に不安定であるためと考えられている。環状ホスファゼンの1つである(NPCl2)3のP-Nの結合エネルギーは約302.5 (KJ/mol)で、単結合の場合より12～16 (KJ/mol)ほど大きい。これは、環状ホスファゼンのP-Nの結合がdπ-pπ結合であることによる可能性が考えられる。

## ポリオルガノホスファゼン

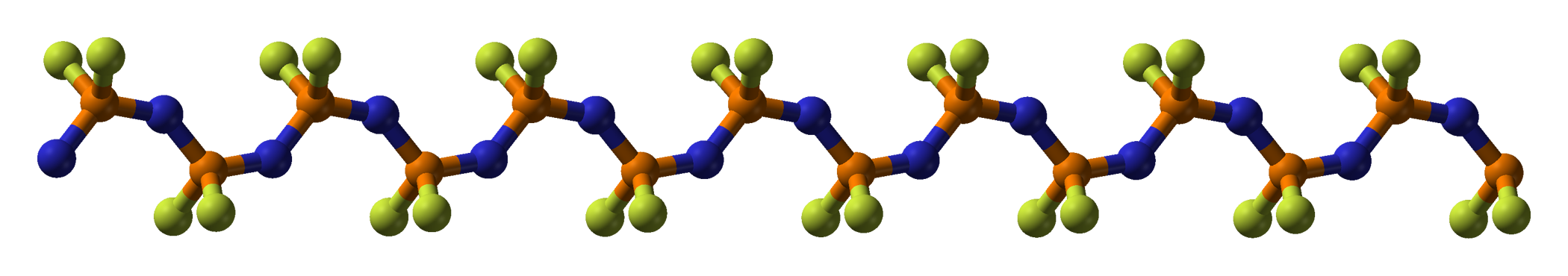
ポリホスファゼン (NPF_{2})_{n} の構造

ヘキサクロロシクロトリホスファゼンを密閉容器中で250～350 ℃に加熱すると、ゴム状の重合体 (NPCl2)n を形成する。重合機構についてはラジカル重合説やイオン重合などが提唱されているものの、オールコックらが主張するイオン重合説が有力である。
ホスファゼンのポリマーを得るには、六員環を開環重合するルートが最も有効である。ヘキサクロロシクロトリホスファゼンの重合には種々の方法があり、F.G.R.Gimblettは安息香酸触媒を使用したバルク重合を検討した。T.R.Manleyらは固相状態でガンマ線を照射する放射線重合、長田義仁らはプラズマ重合の研究を行った。J.R.MacCallumは、硫黄および硫黄化合物がラジカル重合を促進すると報告している。一般に硫黄ラジカルは重合禁止剤として作用するが、無機環状化合物においては重合反応を促進すると考えられる。

## 用途
ヘキサクロロシクロトリホスファゼンを出発点とし、塩素を有機基で置換した誘導体である環状オルガノホスファゼンや、重合体のポリオルガノホスファゼンの利用が研究されている。
機能性環状オルガノホスファゼンは難燃剤や歯科用フッ素徐放性コンポジット、リチウムイオン二次電池の発熱を抑制する添加剤、ハードディスクドライブ用潤滑剤などに応用されている。
ポリオルガノホスファゼンからファイアストン社が開発したホスファゼンゴムは耐熱性・耐寒性に優れ、ジェミニ宇宙船に使用された。ポリウレタンの難燃剤としても実用化されている。生体材料や導電材料、ガス分離膜や集積回路の層間絶縁膜、フォトレジストにおいてフロン類に代わるエッチング剤としても研究された。P-N結合の部分は高い電子密度を有していることから、側鎖に芳香族化合物を導入することにより透明で高屈折率を有するフィルムを得る可能性も考えられている。
使用済みのホスファゼンはリン酸と窒素を含有する肥料として利用できることも特徴である。